# Janelle Monáe
Janelle Monáe, egentligen Janelle Monáe Robinson, född 1 december 1985 i Kansas City, Kansas, är en amerikansk sångare, låtskrivare, skådespelare, rappare, musikproducent och modell. 
Monáe debuterade med den konceptuella EP:n Metropolis: Suite I (The Chase), som gjorde att hon blev Grammynominerad för låten "Many Moons". EP:n hade trots detta ingen kommersiell succé, och nådde bara plats 115 på Billboardlistan.
År 2010 gav hon ut sitt första studioalbum, The ArchAndroid (Suites II and III), ett konceptalbum som fungerade som en uppföljare till hennes första EP. Den fick bra kritik och blev Grammynominerad i kategorin "Best Contemporary R&B Album". Låten "Tightrope" blev också nominerad i kategorin "Best Urban/Alternative Performance". Albumet blev en större kommersiell succé och nådde plats 17 på Billboard 200. 
I mars 2012 spelade hon in låten We Are Young tillsammans med bandet Fun.
År 2016 skådespelade hon i de två Oscarsnominerade dramafilmerna Dolda tillgångar och Moonlight.

## Filmografi

### Film
| År   | Titel                             | Roll                                | Noter |
| ---- | --------------------------------- | ----------------------------------- | ----- |
| 2014 | Rio 2                             | Dr. Monae                           | Röst  |
| 2016 | Moonlight                         | Teresa                              |       |
| 2016 | Dolda tillgångar                  | Mary Jackson                        |       |
| 2018 | Dirty Computer                    | Jane 57821                          |       |
| 2018 | Welcome to Marwen                 | Julie                               |       |
| 2019 | UglyDolls                         | Mandy                               | Röst  |
| 2019 | Harriet                           | Marie Buchanon                      |       |
| 2019 | Lady and the Tramp                | Peg                                 | Röst  |
| 2020 | The Glorias                       | Dorothy Pitman Hughes               |       |
| 2020 | Antebellum                        | Veronica Henley / Eden              |       |
| 2022 | Glass Onion: A Knives Out Mystery | Helen Brand, Cassandra "Andi" Brand |       |

### Television
| Year | Title                                            | Role                             | Notes                                   |
| ---- | ------------------------------------------------ | -------------------------------- | --------------------------------------- |
| 2009 | Stargate Universe                                | Sig själv                        | Avsnitt: "Earth" Framförde "Many Moons" |
| 2010 | Dancing with the Stars                           | Sig själv                        | Framförde "Tightrope"                   |
| 2013 | American Dad!                                    | Announcer                        | Röst Avsnitt: "The Boring Identity"     |
| 2013 | Saturday Night Live                              | Sig själv                        | Avsnitt: "Edward Norton/Janelle Monáe"  |
| 2014 | In Performance at the White House: Women of Soul | Sig själv                        | Framförde "Goldfinger" och "Tightrope"  |
| 2014 | Sesame Street                                    | Sig själv/performer              | Avsnitt: "The Power of Yet"             |
| 2017 | Philip K. Dick's Electric Dreams                 | Alice                            | Avsnitt: "Autofac"                      |
| 2018 | Dirty Computer                                   | Jane 57821                       | Kort TV-film                            |
| 2020 | Sex, Explained                                   | Sig själv                        | Berättare                               |
| 2020 | Homecoming                                       | Jacqueline Calico / Alex Eastern | Main cast (Season 2)                    |
| 2021 | We the People                                    | Song performer                   | Avsnitt: "We The People"                |
| 2022 | Human Resources                                  | Claudia                          | Röst Avsnitt: "The Light"               |
| 2023 | RuPaul's Drag Race                               | Sig själv/Guest Judge            | Avsnitt: "House of Fashion"             |
| 2023 | RuPaul's Drag Race: Untucked                     | Sig själv                        | Avsnitt: "Untucked – House of Fashion"  |
| TBA  | De La Resistance                                 | Josephine Baker                  | Pre-production                          |

## Diskografi

### Studioalbum
- 2010 – The ArchAndroid
- 2013 – The Electric Lady
- 2018 – Dirty Computer
- 2023 – The Age of Pleasure